# Naama (provincie)
Naama is een provincie (wilaya) van Algerije. De provincie ligt in het noordwesten, op de grens met Marokko. Het grenst in het noorden met de provincie Tlemcen en Sidi-bel-Abbès, in het oosten van El Bayadh en in het zuiden met van Béchar.

## Aardrijkskunde
De provincie bevindt zich op meer dan 1.000 meter boven de zeespiegel op de Hooglanden, wordt doorkruist door de keten van de Sahara-Atlas met pieken van meer dan 2.000 meter, op Djebel Mekfer 2.200 meter.
Het klimaat is droog continentaal met gemiddelden van -10 °C in de winter en meer dan 45 °C in de zomer.

## Geschiedenis
De provincie Naama herbergt archeologische, natuurlijke en toeristische locaties: rotstekeningen (meer dan 2000 figuren), de oude ksour zoals Assela, Moghrara, Sfissifa en Tiout, de Kalaâ van Cheikh Bouamama, het graf van Isabelle Eberhardt in Aïn Sefra, de thermale bron van Aïn Ouarka, de gigantische duin van Mekther de palmbossen van Moghrara, Tiout en Assela.

## Regies van de provincie
- Watervoorraden
- Toerisme
- Onderwijs
- Religieuze zaken en waqfs
- Cultuur
- Gezondheid
- Jeugd en sport
- Openbare werken
- Vervoersnetwerk
- Landbouw
- Stedenbouw
- Woningbouw
- Bosbehoud

Adrar ·
Aïn Defla ·
Aïn Témouchent ·
Algiers ·
Annaba ·
Batna ·
Béchar ·
Béjaïa ·
Biskra ·
Blida ·
Bordj Bou Arréridj ·
Bouira ·
Boumerdès ·
Chlef ·
Constantine ·
Djelfa ·
El Bayadh ·
El Oued ·
El Tarf ·
Ghardaïa ·
Guelma ·
Illizi ·
Jijel ·
Khenchela ·
Laghouat ·
Médéa ·
Mila ·
Mostaganem ·
M'Sila ·
Mascara ·
Naama ·
Oran ·
Ouargla ·
Oum el-Bouaghi ·
Relizane ·
Saïda ·
Sétif ·
Sidi-bel-Abbès ·
Skikda ·
Souk Ahras ·
Tamanrasset ·
Tébessa ·
Tiaret ·
Tindouf ·
Tipaza ·
Tissemsilt ·
Tizi Ouzou ·
Tlemcen